# Open dag
Een open dag, open huis, publieksdag of opendeurdag (Belgisch-Nederlands, Fr. journée portes ouvertes) is een kennismakingsdag bij een instelling, zoals een school of een overheidsinstituut, of bij een bedrijf, stichting of organisatie waar meestal geen kosten aan verbonden zijn.
Op open dagen worden meestal activiteiten georganiseerd waar de specifieke zaken die bij de organisator spelen prominent aandacht krijgen. Open dagen worden doorgaans in de media aangekondigd. Om de dagen aantrekkelijk te maken zijn er vaak diverse nevenactiviteiten, zoals optredens van artiesten of musici, informatiestands of een kennismarkt. 
In januari en februari worden op veel scholen en instituten in het voortgezet onderwijs, het hoger onderwijs en aan universiteiten open dagen georganiseerd. Aan Belgische universiteiten worden deze abituriëntendagen genoemd. Belangstellenden, zoals potentiële nieuwe leerlingen en hun ouders en verzorgers, kunnen dan kennismaken met de school en het te volgen onderwijs. Vaak kunnen geïnteresseerden zich op de open dag ook inschrijven voor een meeloopdag.
Grote voetbalclubs, onder andere Ajax, Club Brugge, Feyenoord, NAC Breda, KRC Genk en PSV, houden aan het begin van het nieuwe voetbalseizoen ook een open dag. Aan het begin van het nieuwe culturele en theaterseizoen is er ook een soort open dag, zoals de Uitmarkt en de R'Uitmarkt en het Haags UIT Festival.
Ook vervoersbedrijven organiseren regelmatig een open dag waarbij het publiek een kijkje achter de schermen kan nemen bij een remise, garage of werkplaats van trein, tram, (trolley)bus, metro of pont. Soms bestaat daarbij de mogelijkheid voor bezitters van een gewoon rijbewijs zelf een (les)bus te besturen. Ook wordt door technici tekst en uitleg gegeven en kan men bijvoorbeeld in een werkkuil onder het voertuig kijken, of op een loopbrug boven het voertuig.  
Ook tal van bedrijven organiseren een jaarlijkse open dag: zie Open Bedrijvendag.